# Huernia distincta
Huernia distincta är en oleanderväxtart som beskrevs av Nicholas Edward Brown. Huernia distincta ingår i släktet Huernia och familjen oleanderväxter. Inga underarter finns listade i Catalogue of Life.